# 安德魯·卡內基莊園

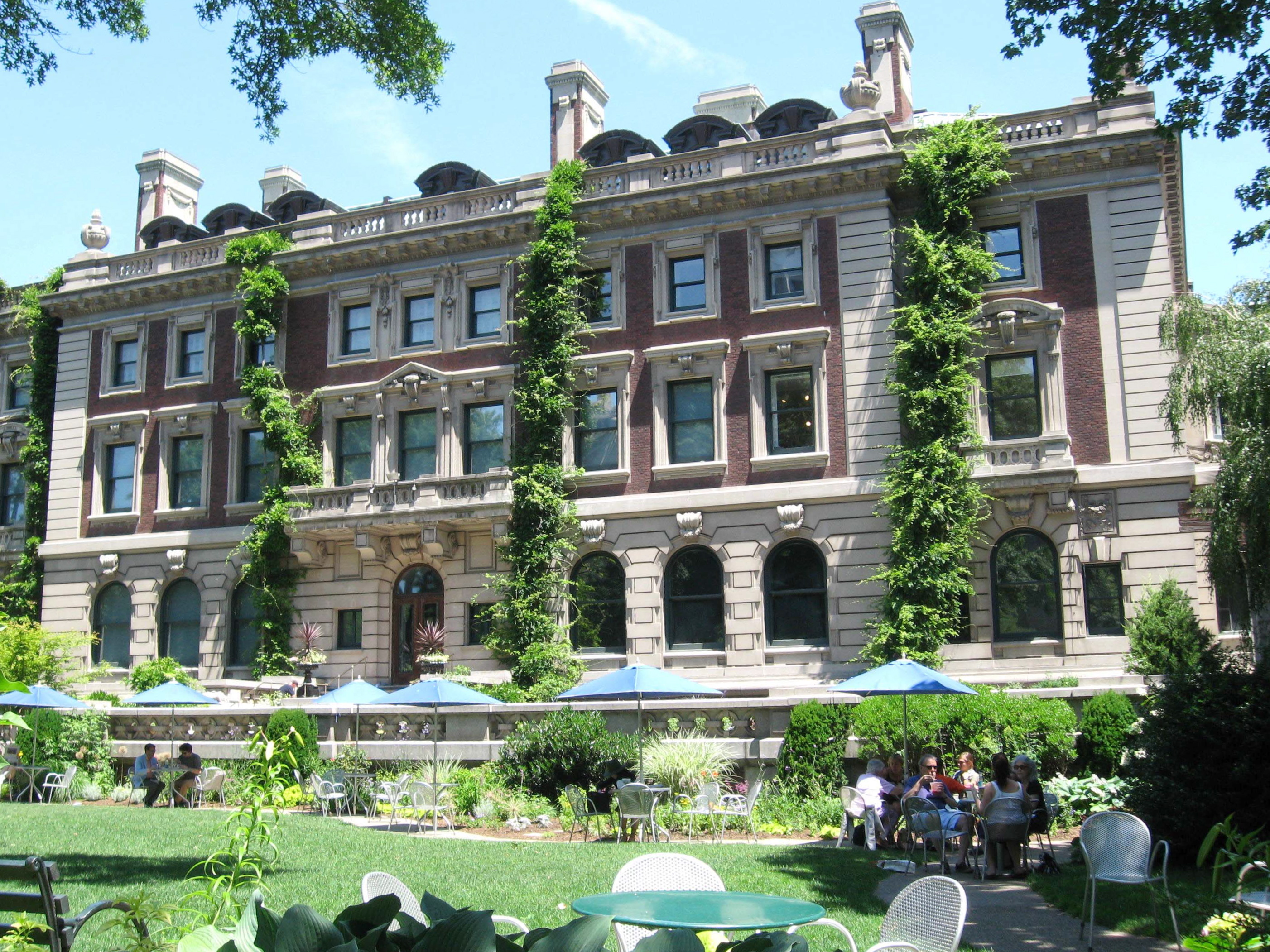
安德魯·卡內基莊園

安德魯·卡內基莊園（Andrew Carnegie Mansion）是位於美國紐約市91號街和第五大道路口的一座莊園。該建築興建於1903年，是安德魯·卡內基的住宅。建築附近的上東城地區因此被稱為卡內基丘。1966年，該建築被列入國家史跡名錄。

## 外部連結
维基共享资源上的相關多媒體資源：安德魯·卡內基莊園
- Cooper Hewitt, National Design Museum （页面存档备份，存于）